# نسرين الراضي
نسرين الراضي (مواليد 6 أغسطس 1989) هي ممثلة مغربية، شاركت في عدة أفلام ومسلسلات مغربية وحصلت على العديد من الجوائز الوطنية والدولية.

## النشأة
وُلدت نسرين الراضي في 6 أغسطس 1989 بمدينة الرباط من أم مراكشية وأب رباطي ودرست وترعرت هناك. ولجت نسرين عالم الفن مُبكرًا حينَ كانت تشارك في مجموعة من المسرحيات خلال دراستها الإعدادية والثانوية قبل أن تحصل على شهادة الباكالوريا ومن ثمّ التحقت بالمعهد العالي للفن المسرحي والتنشيط الثقافي قبل أن تتخرجُ منه وتبدأُ في الظهورِ في بعض الأفلام القصيرة.

## المسيرة المِهنيّة
حتى قبل تخرجها من المعهد العالي للفن المسرحي كانت نسرين قد شاركت في بعض الأفلام الثانويّة كما ظهرت على خشبة المسرح مؤديةً بعض الأدوار المسرحيّة في المغرب قبل أن تنتقل لكل من فرنسا وإيطاليا للمشاركة في عددٍ من الورشات والأعمال ذات الصلة المُباشرة بالسينما والتمثيل.
حتى عام 2014 كانت نسرين قد ظهرت في حوالي 22 فيلمًا قصيرًا إلى جانبِ ثلاثة أفلام تلفزيونية وفيلمين مطولين وكذا ثلاث مسلسلات لكنّ المُشاهِد المغربي تعرّف عليها حينما لعبت دور كريمة في مسلسل زينة للمخرج ياسين فنان كما ظهرت في نفسِ العام في مسلسل صدى الجدران الذي عُرض على قناة الأولى.
زادت شهرة نسرين بعدما صارت تُشارك بشكلٍ دوري في عددٍ من الأعمال التلفزيّة التي تُعرض على القنوات المحليّة المغربية حيثُ ظهرت في عام 2015 في مسلسل مقطوع من شجرة الذي عُرض على قناة دوزيم كما صوّرت في نفس العام فيلم حياة الذي حاولَ معالجة إشكالية الوجود الإنساني في صراعه مع ذاته ومع الآخر. ظهرت في العام الموالي في المسلسل الرمضاني دار الغزلان حيثُ جسّدت دور زينب. في عام 2018؛ حصلت نسرين على دور البطولة في فيلم الجاهليّة لمخرجه هشام العسري قبلَ أن تظهر من جديدٍ في عام 2019 في السلسلة الرمضانية الماضي لا يموت إلى جانبِ بطولتها في فيلم آدم الذي يحكي قصّة الأمهات العازبات في المغرب والذي نافسَ على جائزة نظرة ما في مهرجان كان السينمائي.

## الجدل
يُعرف عن نسرين الراضي جرأتها في معالجة قضايا المجتمع ففي تصريحٍ لها معَ أحد المواقع الإلكترونية ردّت نسرين حول سؤالٍ يتعلّق بلعب أدوار الإغراء أو العري بالقولِ: «نعم أقبل ... ليست لي خطوط حمراء، إذا اقتنعت بالدور والسيناريو وكذلك إذا كانت ثقتي كبيرة في المخرج؛ فهذه العوامل كلها تجعلني أقبل بالدور.» وفي معرضِ ردها حول استخدام «عبارات خادشة للحياء» قالت نسرين: «نحنُ شعب لا نحب الصراحة ويعجبنا النفاق ... إذا كنا جميعا نسمي الاشياء بمسمياتها فلِم نخجل من عضو ينتمي لأجسامنا؟»
بعد ظهورها في مسلسل «دور بيها يا الشيباني دور بيها» الذي صدرَ عام 2014؛ تعرّضت نسرين لانتقادت عدّة تركّزت في «شكل الشخصيّة» التي كانت ذات شعر مجعد منفوش وَمصبوغ باللون الأحمر لكنّ الراضي ردت موضحة: «أقول للجماهير التي تسبني، يجب أن يفهموا أن شخصيتي مختلفة عن تلك التي جسدتها في المسلسل.»
أثارت نسرين الجدل مُجددًا في أيّار/مايو عام 2019 خلال عرض فيلم آدم في مهرجان كان حينما تبادلت قبلة فمويّة معَ الممثلة البلجيكية-المغربية الأخرى لبنى أزابال التي تقاسمت معها البطولة في الفيلم. خلقَ الموضوع ضجّة كبيرة بعدَ انتشار صور وفيديوهات القُبلة على نطاقٍ واسع فخرجت لبنى في فيديو مصوّر اعتذرت فيه وقالت: «أعتذر لأي شخص صدمته أو جرحته بسبب تلك القبلة، وبالأخص خلال شهر رمضان، أجدد اعتذاري لجمهور نسرين وأيضًا للشعب المغربي» بينما اكتفت الراضي بالصمت ولم تُعلّق على الموضوع.

## قائمة أعمالها
| السنة | نوعية العمل     | اسم العمل           | الدور |
| ----- | --------------- | ------------------- | ----- |
| 2011  | فيلم سينمائي    | جناح الهوى          | ثانوي |
| 2013  | سيتكوم          | دور بيها يا الشباني | مساعد |
| 2013  | مسلسل           | صدى الجدران         | ثانوي |
| 2013  | فيلم سينمائي    | حياة                | مساعد |
| 2014  | مسلسل           | زينة                | ثانوي |
| 2014  | فيلم سينمائي    | الكماط              | رئيسي |
| 2015  | مسلسل           | دار الغزلان         | مساعد |
| 2015  | مسلسل           | مقطوع من شجرة       | ثانوي |
| 2017  | مسلسل           | دار الغزلان 2       | مساعد |
| 2017  | فيلم تلفزي      | 12 ساعة             | مساعد |
| 2017  | فيلم سينمائي    | Prendre le large    | ثانوي |
| 2018  | فيلم سينمائي    | الجاهلية            | رئيسي |
| 2018  | فيلم سينمائي    | أبواب السماء        | مساعد |
| 2018  | فيلم تلفزي      | خفة الرجل           | مساعد |
| 2019  | مسلسل           | الماضي لا يموت      | رئيسي |
| 2019  | مسلسل           | عين الحق            | مساعد |
| 2019  | فيلم سينمائي    | آدم                 | رئيسي |
| 2019  | مسلسل           | فرصة ثانية          | ثانوي |
| 2020  | فيلم تلفزي      | الدار المشروكة      | رئيسي |
| 2020  | مسلسل خليجي     | ضحايا حلال          | رئيسي |
| 2021  | فيلم تلفزي      | ستة أشهر و يوم      | ثانوي |
| 2021  | مسلسل           | الماضي لا يموت 2    | رئيسي |
| 2021  | مسلسل           | ليالي الحي القديم   | رئيسي |
| 2021  | مسلسل ( ست كوم) | قيسارية أوفلا       | جماعي |
| 2024  | فيلم سينمائي    | في حب تودا          | رئيسي |

## روابط خارجية
- نسرين الراضي على موقع IMDb (الإنجليزية)
- نسرين الراضي على موقع ألو سيني (الفرنسية)
- نسرين الراضي على موقع قاعدة بيانات الفيلم (الإنجليزية)